# Богатир (сорт яблук)
Богати́р — сорт яблуні домашньої (Malus domestica), отриманий схрещуванням сортів Антонівка звичайна і Ренет ландсбергський у Всеросійському НДІ генетики і селекції плодових рослин ім. В. В. Мічуріна. Вважається, що сорт вивів С. Ф. Черненко.
Термін споживання — пізньозимовий, плоди зберігаються до квітня. Зимостійкість середня. Стійкість листя до парші середня, плодів — вище середньої. Стабільна врожайність, висока (понад 90 кг з дерева у дорослому стані). В плодоношення вступає на 6-7 рік. Столовий.
Дерево високоросле. Крона округла або конічна, розлога, рідка. Плодоносить переважно на кільчатках.
Плоди досить великі (120—200 г), плоско-округлої форми із широкою основою, злегка скошені до чашечки. Плодоніжка коротка або середньої довжини, товста, міцно прикріплена. Основне забарвлення шкірки яблук при зніманні зеленувато-жовте, під час зберігання жовкне. На сонячній стороні іноді спостерігається слабка кармінова засмага. М'якоть біла, щільна, хрустка, слабкосоковита, дрібнозерниста, ароматна. Смак хороший, кисло-солодкий.
На державному випробуванні з 1948 року. Внесений до реєстру в 1971 році по Північно-Західному, Центральному, Центрально-Чорноземному регіонам РФ.
Переваги: хороший смак, висока стабільна врожайність.
Недоліки: середня зимостійкість, недостатня стійкість до парші, низька швидкоплідність.